# Глубина семь футов
«Семь футов» (англ. Seven Below)— американский фильм ужасов 2012 года режиссёра Кевина Каррауэйя.

## Сюжет
По дороге в небольшой городок машина с малознакомыми людьми врезается в дерево. Всё из-за внезапно появившейся женщины. Водитель умирает моментально. К выжившим на помощь приезжает Джек (Винг Рэймс), который увозит попутчиков в свой дом...
Погода быстро испортилась. Однако Адам Томпсон (Мэтт Барр) не терял надежду позвонить с какой-либо ближайшей станции до последнего, и, взяв у не совсем приветливого хозяина машину, отправился в путь, но вскоре вернулся, не найдя дороги, вместе с недавней знакомой Кортни (Ребекка да Коста), попавшей в неприятность.
Когда Билл МакКормик (Вэл Килмер) внезапно умирает от удушья, Айзек Томпсон (Люк Госс) собирается уехать вместе с братом, но машина оказывается уже не пригодной для поездок...
После того как появляется скрывавшийся Джек, всем становится известна история дома, в котором они находились. Сто лет назад здесь произошло убийство. Спавшего в это время доктора Эндрю Липски (Кристиан Баха) находят мёртвым.
Оставшиеся в живых пытаются убежать через лес, где некоторые буквально сразу же находят свою смерть. По словам внезапно появившегося Джека, цикл реинкарнации должен завершиться. Кортни пронзает себя ножом, тем самым нарушив ход «сценария» вековой давности. Из неё выходит злой дух...
Спустя какое-то время Адам и Кортни становятся супругами. Девушка, увидавшая в окне призрак мальчика, собирается убить мужа...

## В ролях
- Вэл Килмер — МакКормик
- Винг Рэймс — Джек
- Люк Госс — Исаак
- Бонни Сомервилл — Бруклин
- Брайана Ли Джонсон — Элизабетт
- Кейли Хоуланд — Аманда
- Кристиан Баха — доктор Липски

## Интересные факты
- Винг Рэймс и Люк Госс ранее уже исполняли роли вместе в совместном фильме «Смертельная гонка 2».
- Люк Госс и Вэл Килмер ранее исполняли роли в совместном фильме «Расплата» (англ. Blood Out).